# MITCH
MITCH（ミッチ、1974年2月13日 - ）は、日本のミュージシャン、トランペット奏者、歌手、バンドリーダー、音頭取り、俳優。血液型A型。

## 来歴
中学生でトランペットを始め、宮村聡、奥田章三両氏に師事。
1993年、大阪音楽大学在学中にアルバイト先のBLUENOTE OSAKAにてダーティー・ダズン・ブラス・バンドを体感し触発され、自らがリーダーとなりBLACK BOTTOM BRASS BANDを結成。ストリートやライブハウスを中心に活動を開始。
1996年、ポニーキャニオンからメジャーデビュー。
1997年、FUJI ROCK FESTIVALに出演。
1997年、初渡米しニューオリンズにてレコーディング、ライブ。現地の人々やミュージシャンとの交流が始まる。
1997年〜1999年、KBS京都ラジオ『ハイヤング京都』月曜日、ミッチのマルディグラジオのメインパーソナリティーを担当。
1997年〜1999年、FM COCOLO 日曜昼のワイド番組、HAPPY HAPPY SUNDAYのメインパーソナリティを担当。
2000年、BLACK BOTTOM BRASS BANDを脱退しソロ活動開始。ニューオリンズへ拠点を移し90日滞在を繰り返す。ニューオリンズではジャズ発祥の地TREME地区（6th ward）を拠点に地元のコミュニティーに深く溶け込んだ生活を送る。 Newbirth Brass Band、Lil'Rascals Brass Band、Russell Batiste Band、All That、Tuba Fatsなど、各バンドのレギュラーメンバーとしてクラブ、ツアー、セカンドライン、ストリート、葬式、ジャズフェスティバル等で演奏。
2002年、初ソロアルバム「MITCH」をリリース。
2003年、京都市芸術文化特別奨励者に選ばれ、ビザを取得しニューオリンズに約2年間滞在する。
2004年、松竹映画「この世の外へ クラブ進駐軍」（阪本順治監督）では萩原聖人、オダギリジョー、村上淳、松岡俊介らとともに主演グループの1人に抜擢され映画デビュー。役作りのために短期間で体重を10kg以上減量し、麻薬に溺れて死んでいくジャズトランペッター浅川広行役を演じる。
2005年、ハリケーン・カトリーナがニューオリンズを襲った後から日本を中心に本格的に活動。
2005年から河内音頭 本家鉄砲会 鉄砲光丸の直弟子「河洲虎丸」として音頭取りとしても活躍している。
2007年、Newbirth Brass Bandの日本ツアーに参加。
2008年、2ndソロアルバム「MITCH ORLEANS」をリリース。
2009年、Newbirth Brass Bandの日本ツアーに参加。
2012年、NEW ERA BOWL（京セラドーム大阪）にて日米国歌演奏。
2013年、NHK土曜ドラマ「夫婦善哉」にトランペット吹きとして出演。
2015年、MITCH’S LIL BRATS BRASS BAND 「LIVE AT BUDDY BUDDY」をリリース。
2018年、船場センタービルにてMITCH Presents SEMBA JAZZシリーズスタート。様々なゲストを迎えて隔月で開催。
2019年、ラグビーW杯日本大会の横浜メインステージにて演奏。
2020年、MITCH’S LIL BRATS BRASS BAND「BACK TO THE ROOTS」をリリース。
2021~2022年度 NHK連続テレビ小説「カムカムエヴリバディ」に出演。
トランペット指導として制作演出にも関わる。
2022年、なにわジャズ大賞受賞。
2023年、NHK土曜ドラマ「探偵ロマンス」に新聞屋役で出演、トランペット指導。
2023~2024年度 NHK連続テレビ小説「ブギウギ」に出演。
2024~2025年度 NHK連続テレビ小説「おむすび」に出演。

## 参加した作品、コンサート、共演等
木の実ナナ(コンサート等)、香西かおり(アルバムレコーディング、コンサート)、平井堅(アルバムレコーディング、コンサート、TV)、嵐(アルバムレコーディング)、chara×韻シスト(アルバムレコーディング)、 中野良恵(アルバムレコーディング)、大橋トリオ(コンサート ゲスト)、武田真治(アルバムレコーディング、コンサートツアー 等)、佐野元春(コンサートツアー 等)、ウルフルズ(アルバムレコーディング)、 TAKURO-GLAY(コンサート)、日野皓正(コンサート)、北村英治(レコーディング、コンサート 等)他 多数

## 出演フェスティバル
New Orleans Jazz & Heritage Festival、Fuji Rock Festival、Sapporo City Jazz、Nakasu Jazz Festival、Okazaki Jazz Street、Takatsuki Jazz Street、等

## 河内音頭
河内音頭 本家鉄砲会 家元 鉄砲光丸の直弟子「鉄砲虎丸」として夏場は音頭取りとしても活躍している。

## 参考
1. ↑  “Mitch official website”. www.mitch-web.net. 2020年9月2日閲覧。
2. ↑  “京都市：京都市芸術文化特別奨励制度”. www.city.kyoto.lg.jp. 2020年9月2日閲覧。
3. ↑  “本家鉄砲節 河内音頭 鉄砲光丸 公式サイト”. kawachiondo.com. 2020年9月2日閲覧。
4. ↑  “Kawachiondo at Mitch official website”. mitch-web.net. 2020年9月2日閲覧。
5. ↑  “【イザ！朝ドラクイズ】「おむすび」第98回のジャズバーで生演奏していたバンドは何人構成だった？（2/2ページ）”. イザ！. (2025年2月19日)
6. ↑  佐野華英 (2025年2月19日). “『おむすび』にカムカムバンド、セッション披露の撮影秘話”. Lmaga.jp